# Ambosores
.

## Parroquias civiles
Ambosores es una parroquia eclesiástica de Galicia distribuida entre los municipios de Puentes de García Rodríguez, Mañón, Muras y Orol.
La parroquia eclesiástica de Ambosores, fue dividida en 1895 en dos parroquias civiles denominadas de la misma manera: Santa María de Ambosores y Santa María de Ambosores, con aldeas y casas de los cuatro municipios indicados que pasaron a pertenecer la primera parroquia al municipio de Muras y la segunda al municipio de Orol. No se tiene en cuentan las localidades que forman parte de los otros dos municipios por hayarse actualmente deshabitadas. Aunque hoy esté casi despoblada, en aquella época tenía muchos vecinos. Situada en la confluencia de los ríos Tras da Serra y Santar, "ambos sores", que dan nombre al territorio y que son las matrices principales del Sor, fue lugar de paso desde la antigüedad.

## Historia
Se menciona como S. Julián de Inter Ambos Souros en un documento de Alfonso IX. La mención a ese santo protector de caminantes y la existencia de los restos de un vado empedrado bajo las aguas del río, nos hablan de una calzada antigua, acaso tardorromana. El nombre de "San Giao" aún pervivió hasta el siglo XVIII, pues se le menciona en el Catastro de Ensenada.

## Etimología
También llamado "Emtrambosores", está documentado como "inter ambos Souros" en 1225, y "entre ambolos Sores" en 1305. Su significado sería el directo, un lugar situado en medio de los dos Sor. 
Alternativamente, E. Bascuas  lo interpretó como derivado de *Ambas-Saure, significando "río Sor", con el término prelatino *ambas con significado de "aguas", y Saure como derivado de tipo paleoeuropeo da raíz *ser-, "fluir".

## Lugares, iglesias y monumentos
El templo probablemente se construyó sobre una antigua ermita de N.ª S.ª de los Remedios, conocida popularmente como Sta. Lucía. A pocos metros de la iglesia se encuentra la fuente de esta santa. Al parecer, conserva el retablo antiguo.
Más arriba de la iglesia, y en el núcleo de casas, se conserva, pegada a una de ellas, una curiosa cruz de piedra de forma antropomorfa. Y según se sale por la carretera que va al Sisto se encuentra la antigua escuela, construida por la sociedad de emigrantes Vivero y su Comarca a comienzos del siglo XX.
Uno de los lugares más llamativos es Santar. Al formarse la parroquia, los dos Santar, el de Muras y el de S. Pantaleón de Cabanas, pasaron a formar parte de ella. Se encuentran uno al lado del otro separados por el río del mismo nombre, matriz del Sor. En el siglo XVIII existían varios molinos harineros y un martinete de labrar hierro; éste pertenecía a D. Jerónimo de Cora y Aguiar, señor del coto de Xerdiz.
Al parecer, existía una capilla particular dedicada a S. Luis en el lugar de Beira da Fraga. Se encuentran diversas cruces de piedra en lugares como en la Cereixiña, en la carretera que va a S. Pantaleón y justo enfrente del acceso a Picheiras.